# Sassafras albidum
Sassafras albidum es una especie de árbol perteneciente a la familia de las lauráceas. Es originaria del este de Norteamérica, desde el sur de Maine y sur de Ontario hasta Iowa, y al sur a Florida y este de Texas. Se encuentra en los bosques caducifolios a una altitud de 1500 metros. Anteriormente también se dio en el sur de Wisconsin, pero allí se extinguió como árbol autóctono.

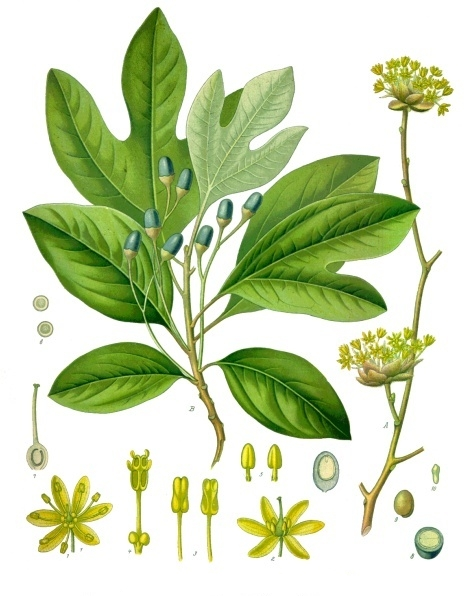
Ilustración

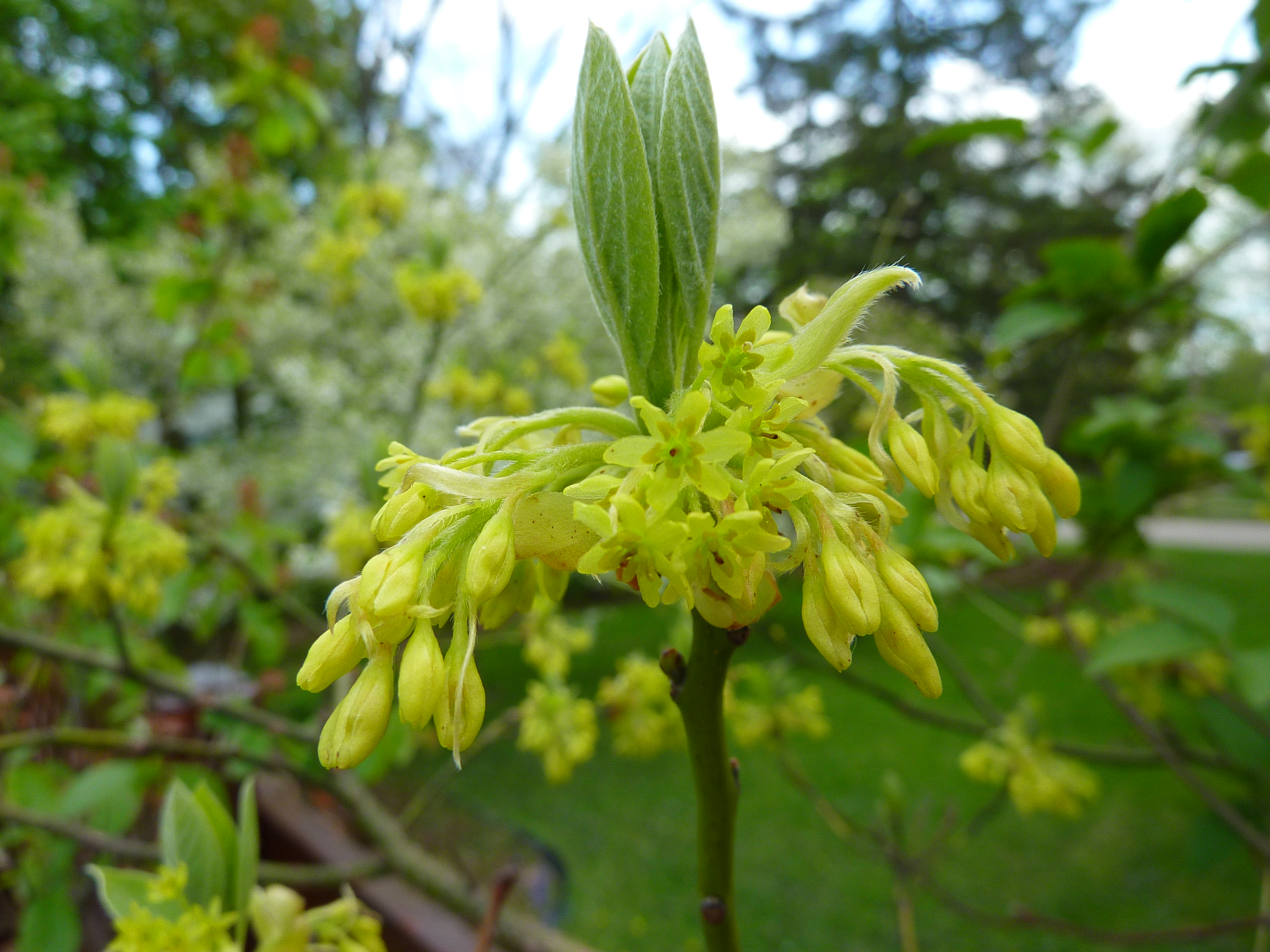
Inflorescencia

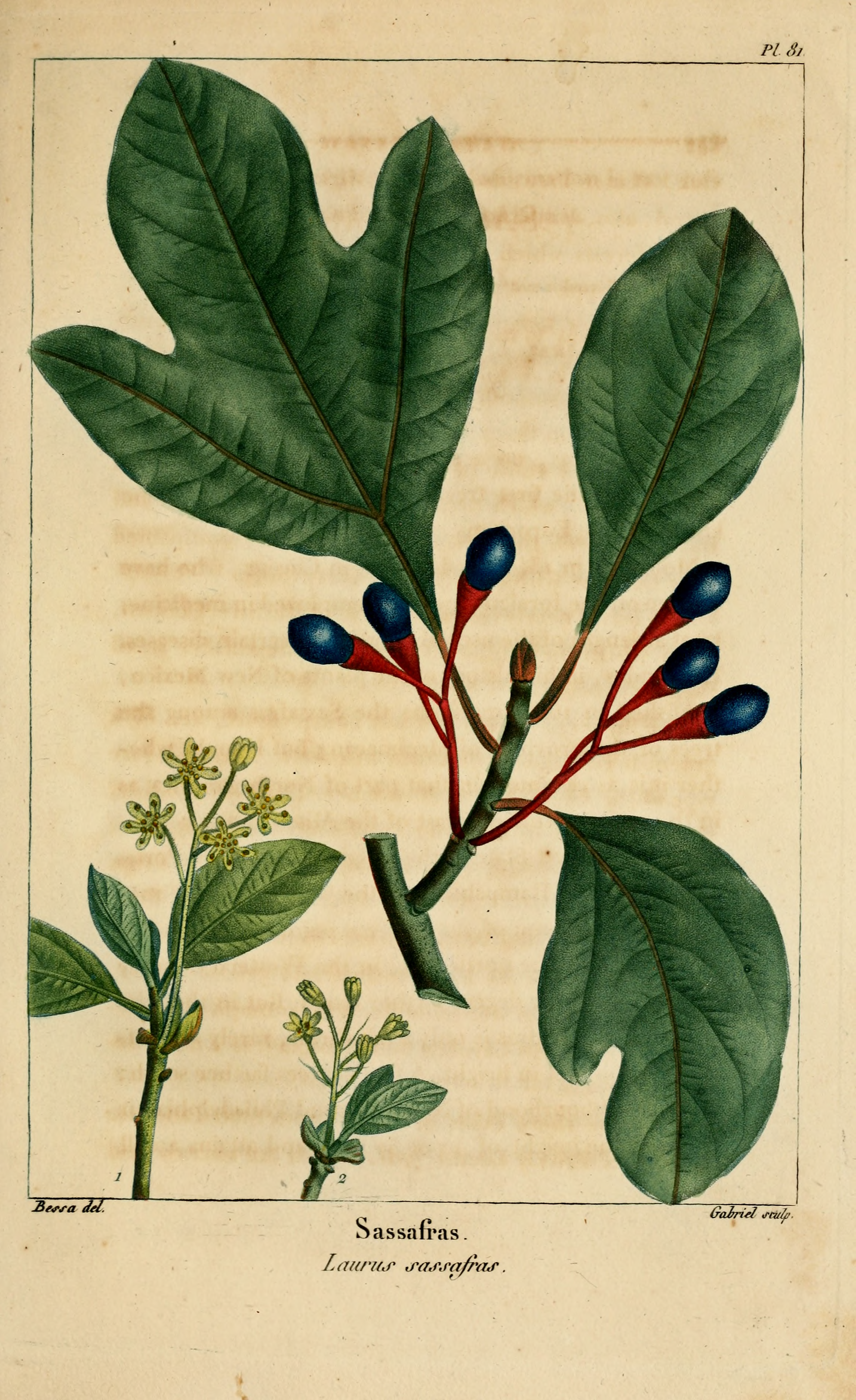
Ilustración

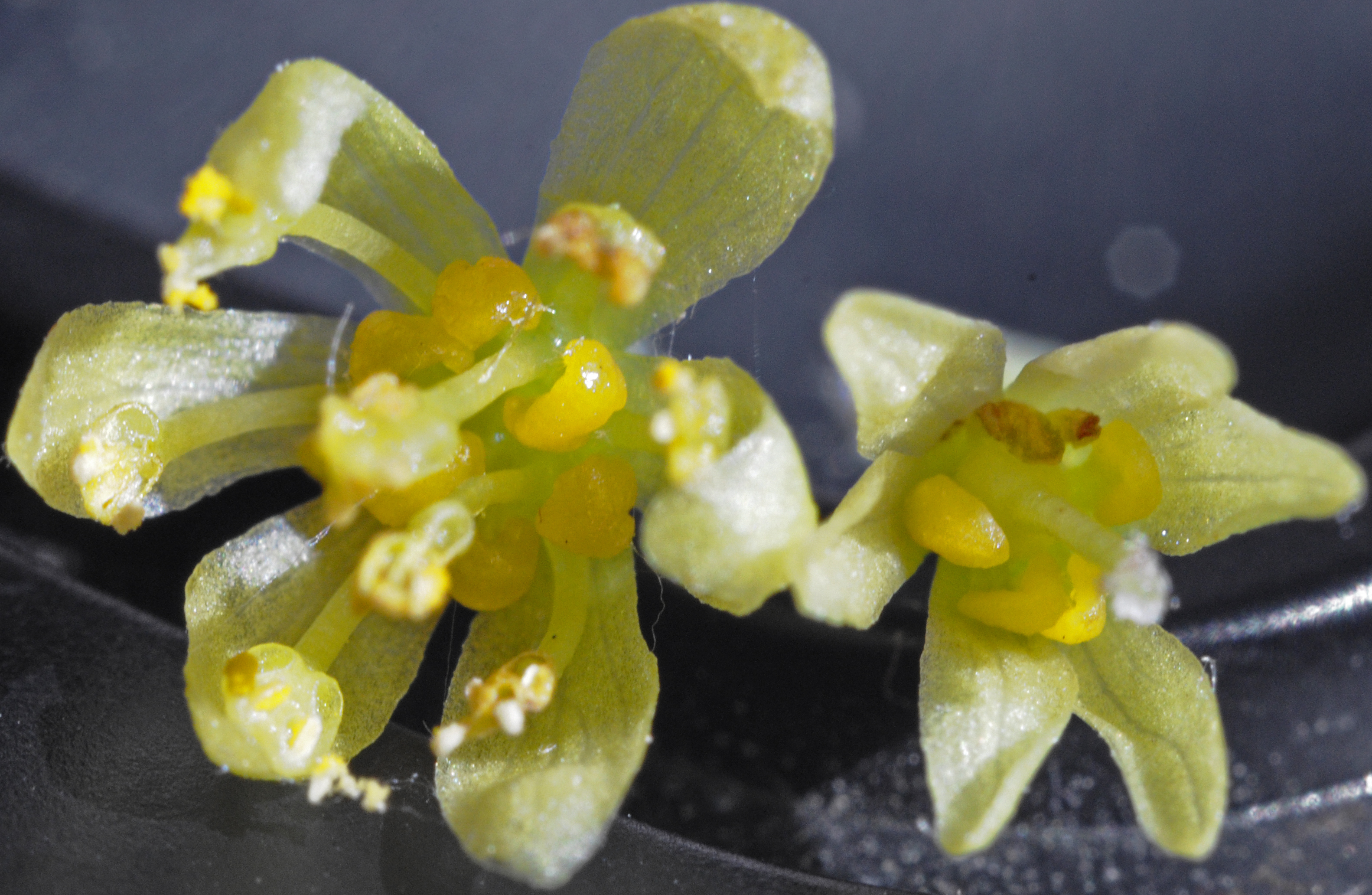
Detalle de la flor

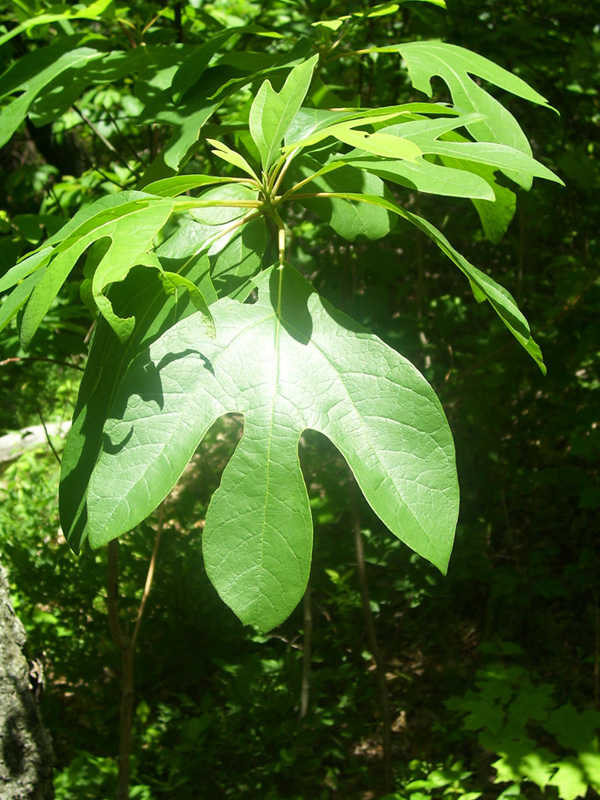
Hojas

## Descripción
Es un árbol caducifolio de tamaño medio que alcanza un tamaño de hasta 15-20 m de altura, con un tronco de hasta 60 cm de diámetro, y una corona con muchas ramas delgadas. La corteza en el tronco de los árboles maduros es gruesa, de color rojo oscuro-marrón, y surcada profundamente. La ramificación es simpodial. Los brotes son de color verde amarillo brillante al principio con corteza mucilaginosa, volviéndose de color marrón rojizo, y en dos o tres años comienzan a mostrar fisuras superficiales. Las hojas son alternas, de color verde a amarillo-verde, ovadas u obovadas, de 10-16 cm de largo y 5-10 cm de ancho con un corto pecíolo delgado, ligeramente acanalado. Vienen en tres formas diferentes, todas los cuales pueden estar en la misma rama, de tres hojas, lobuladas, enteras elípticas, y las hojas de dos lóbulos, rara vez, no puede haber más de tres lóbulos. En otoño, se vuelven a tonos de tinte amarillo, de rojo. Las flores se producen sueltas, colgantes, con pocos racimos de flores de hasta 5 cm de largo, en primavera poco antes de que aparezcan las hojas, son de color amarillo a amarillo verdoso, con cinco o seis tépalos. Por lo general es dioica, con flores masculinas y femeninas en árboles separados, las flores masculinas tienen nueve estambres, las flores femeninas con estaminodios (seis estambres abortados) y un estilo de 2-3 mm en un ovario superior. La polinización es por insectos. La fruta es un azul oscuro-negro en forma de drupas de 1 cm de largo que contienen una sola semilla , madura a finales de verano, con las semillas dispersadas por aves, con cotiledones gruesos y carnosos. Todas las partes de la planta son aromáticas y picantes. Las raíces son gruesas y carnosas, y con frecuencia producen rebrotes que pueden convertirse en nuevos árboles.

## Ecología
Prefiere suelo rico y bien drenado, arenoso o limoso con un pH de 6-7, pero crecerá en todo suelo húmedo. Las plántulas toleran la sombra, pero los árboles jóvenes y viejos exigen la plena luz del sol para un buen crecimiento en los bosques, y por lo general se regenera en los espacios creados por vendavales. El crecimiento es rápido, sobre todo con los brotes de raíz, que pueden llegar a 1,2 m en el primer año y de 4,5 m en 4 años. Los brotes de raíz a menudo se convierten en matorrales densos, y un solo árbol, si se le permite extenderse sin límites, pronto estará rodeado de una considerable colonia clonal, ya que sus raíces estoloníferas se extienden en todas las direcciones y producen una multitud de brotes.

## Cultivo
Sassafras albidum a menudo se cultiva como árbol ornamental por sus hojas inusuales y olor aromático. Fuera de su área nativa, en ocasiones se cultiva en Europa y otros lugares.

## Usos
La madera es marrón opaco naranja, dura y durable en contacto con el suelo, y que se utilizó en el pasado para los postes y los raíles, pequeñas embarcaciones y yugos, aunque la escasez y pequeño tamaño limita el uso actual. Algunos todavía se utiliza para la fabricación de muebles.
Medicinales
Usado como una fragancia en perfumes y jabones, alimentos (té de sasafrás y saborizante de caramelo) y para aromaterapia. El olor del aceite de sasafrás se dice que hace un excelente repelente para mosquitos y otros insectos, lo que la hace una planta de jardín. Los ácidos pueden ser extraídos de la corteza para fabricación de perfumes.
El aceite esencial se utiliza como analgésico y como antiséptico en odontología. 
Aceite de sasafrás es la fuente preferida de safrol, que es el componente principal (75-80%) de los aceites esenciales.
La corteza de la raíz se utiliza para hacer el té, aunque la mayor parte de carácter comercial "té de sasafrás" ahora se realiza con sabores artificiales, como resultado de la prohibición de la FDA. Un colorante amarillo se obtiene de la madera. Los brotes se usa para hacer cerveza, una bebida tradicional refresco carbonatada con la levadura, que debe su característico olor y sabor al extracto de sasafrás. Cervezas de raíz más comerciales han sustituido el extracto de azafrán con salicilato de metilo, el éster se encuentra en la corteza de gualteria y abedul negro ( Betula lenta ). 

## Taxonomía
Sassafras albidum fue descrita por (Nutt.) Nees y publicado en Systema Laurinarum 490. 1836.
Etimología
Sassafras: nombre genérico otorgado por Nicolás Monardes en el siglo XVI, que se dice que es una corrupción de la palabra española saxifraga.
albidum: epíteto latino que significa "de color blanco".
Sinonimia
- Laurus sassafras L.
- Sassafras albidum var. molle (Raf.) Fernald
- Sassafras officinalis T. Nees & C.H. Eberm.
- Sassafras sassafras (L.) H. Karst.
- Sassafras triloba var. mollis Raf.
- Sassafras variifolium Kuntze[13]